# ورنر کامیشل
ورنر کامیشل (انگلیسی: Werner Camichel; ۲۶ ژانویهٔ ۱۹۴۵ – ۲۷ مارس ۲۰۰۶) ورزشکار بابسلد اهل سوئیس بود.